# Hassan Abdullah Hersi al-Turki
Lo sceicco Sheikh Hassan Abdullah Hersi al-Turki (in arabo حسن عبد الله هرسي التركي الجامعة‎?), (Ogaden, 1944 – Hargeysa Yarey, 27 maggio 2015) è stato un terrorista somalo legato alle reti di al-Qaida e al-Itihaad al-Islamiya, e capo militare nell'Unione delle Corti Islamiche.

## Biografia
Al-Turki è stato colonnello dell'esercito somalo durante il regime di Siad Barre. Ha combattuto nella Guerra dell'Ogaden contro l'Etiopia per il controllo della sua regione natale, abitata prevalentemente da somali musulmani.
Nel periodo di anarchia che colpisce la Somalia dopo l'estromissione del generale Barre nel 1991, Al-Turki entra nell'Unione delle Corti Islamiche, amministrando la zona del Basso Giuba. Allo stesso tempo si lega al gruppo terroristico al-Itihaad al-Islamiya, finanziato da al-Qaida, diventandone successivamente il leader. È così che Al-Turki entra in contatto con Osama Bin Laden, collaborando con lui alla realizzazione degli attentati alle ambasciate statunitensi del 1998. Al-Turki ha infatti organizzato un campo di addestramento vicino al confine con il Kenya e alcuni dei suoi uomini avrebbero dato supporto logistico agli attentatori.
Il 3 giugno 2004, il segretario di stato americano Colin Powell ha designato Al-Turki come terrorista internazionale (ordine esecutivo 13224) e il 6 luglio dello stesso anno sono seguite sanzioni ONU, di fatto impedendo ogni transazione con l'ex-colonnello e imponendo il blocco dei suoi beni.
Dopo che l'invasione etiope del 2006 rovescia l'Unione delle Corti Islamiche, Al-Turki fonda la Brigata Ras Kamboni, uno dei tanti gruppi che si oppongono militarmente all'occupazione straniera e al nuovo Governo Federale di Transizione (TFG). Quando nel 2009 le truppe etiopi si ritirano dal territorio somalo, la Brigata Ras Kamboni si fonde ad altri 3 gruppi ribelli dando vita a Hizbul Islam ("Partito Islamico"). Questo, a sua volta, nel dicembre del 2010 entra a far parte del movimento insurrezionale islamico Al-Shabaab ("i Giovani"), considerato da molti come la cellula somala di al-Qaida. Nel settembre 2012, il leader di Hizbul Islam Hassan Aweys effettua una scissione dai "giovani" e inizia a trattare con il TFG. Questa decisione trova contrario Al-Turki, che rimane nelle file di Al-Shabaab ottenendo in cambio il controllo della città portuale di Chisimaio.
Al-Turki è stato l'oggetto di un raid aereo americano, avvenuto il 2 marzo 2008 sulla città di Dhoble, vicino al confine keniano. L'attacco ha mancato il suo obbiettivo, uccidendo però 4 civili somali.
È deceduto nel maggio 2015 dopo una lunga malattia.